# Tympanis prunicola
Tympanis prunicola är en svampart som beskrevs av J.W. Groves 1952. Tympanis prunicola ingår i släktet tuvskålar och familjen Helotiaceae.  Arten är reproducerande i Sverige. Inga underarter finns listade i Catalogue of Life.